# Dragutin Tadijanović

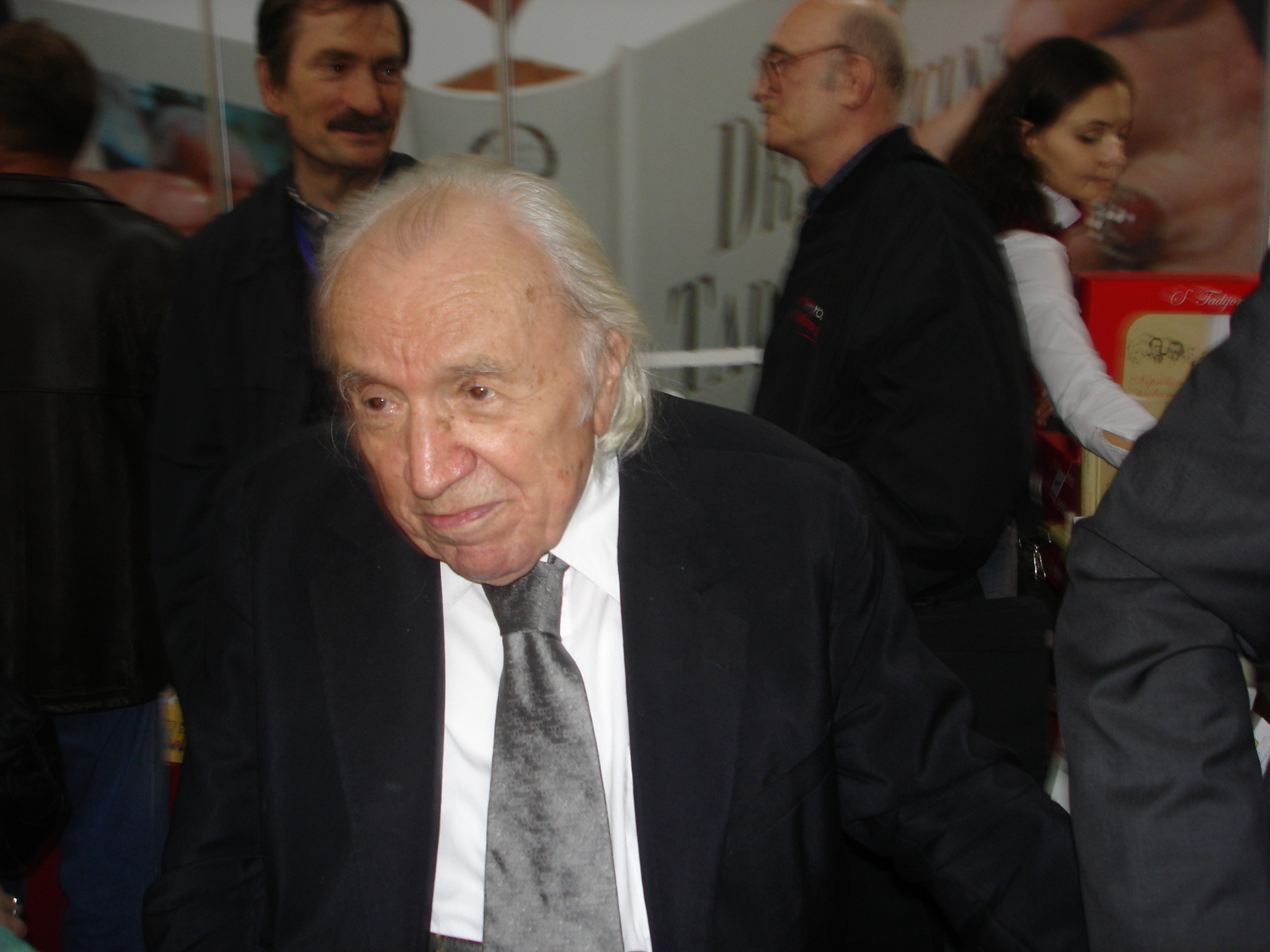
Dragutin Tadijanović (2005)

Dragutin Tadijanović (* 4. November 1905 in Rastušje bei Slavonski Brod; † 27. Juni 2007 in Zagreb) war ein kroatischsprachiger Schriftsteller.

## Leben
Bereits im Alter von 13 Jahren begann er zu schreiben. Unter dem Pseudonym Margan Tadeon veröffentlichte er 1922 mehrere Gedichte. 1925 beendete er das Gymnasium in Slavonski Brod und studierte danach an der Universität Zagreb zunächst Forstwirtschaft; 1937 graduierte er dort schließlich in Literatur und Philosophie.
Einige Zeit lang beschäftigte er sich mit Übersetzungen literarischer Werke aus der tschechischen und deutschen Sprache. Im Jahr 1953 ernannte man ihn zum Direktor des jugoslawischen sprachwissenschaftlichen Institutes JAZU. Dort blieb er zwanzig Jahre bis 1973.
Er publizierte über 500 Gedichte in etwa 20 Sammlungen, und seine Werke wurden in über 20 Sprachen übersetzt. Für seine Werke erhielt er zahlreiche Auszeichnungen, unter anderem den Preis der Stadt Zagreb (1964), den Preis „Vladimir Nazor“ für das Lebenswerk (1968), die Marko-Marulić-Plakette der Čakavski sabor (Čakavischen Volksversammlung), einer Kulturveranstaltung (1972) und den Preis von der Stadt Slavonski Brod für das Lebenswerk (1998). Er war Ehrenmitglied mehrerer kulturellen Vereinigungen, Verbände oder Institutionen, sowie Ehrenbürger von Zagreb, Slavonski Brod usw. 
Ende Juni 2007 starb Tadijanović im Alter von 101 Jahren in Zagreb und wurde auf dem Mirogoj-Friedhof beigesetzt.

## Werke
- Lirika (1931)
- Sunce nad oranicama (1933)
- Pepeo srca (1936)
- Dani djetinjstva (1937)
- Tuga zemlje (1942)
- Pjesme (1951)
- Blagdan žetve (1956)
- Srebrne svirale (1960)
- Prsten (1963)
- Poezija (1973)
- Vezan za zemlju (1974)
- Sabrane pjesme (1975)
- Sam (1976)
- Prijateljstvo riječi (1981)
- Svjetiljka ljubavi (1984)
- Moje djetinjstvo (1985)
- Kruh svagdašnji (1987)
- More u meni (1987)